# Ямбург (Україна)
Ямбург (кол. назви — Ней-Ямбург, Новокраснівка) — село в Україні, в Нікольській селищній територіальній громаді Маріупольського району Донецької області. Населення села становить 935 осіб (2001).

## Історія
Село засновано в 1836 році переселенцями з Голландії під назвою Ямбург, а в 1849 році заснована німецька колонія Ней-Ямбург.
7 (20) листопада 1917 року, відповідно до Третього Універсалу Української Центральної Ради, увійшло до складу Української Народної Республіки.  
У 1925—1939 роках село входило до складу Люксембурзького німецького національного району Маріупольської округи (з 1932 — Дніпропетровської області, з 1939 — до Запорізької області).
У XX ст. — на поч. XXI ст. називалось Новокраснівка. Сучасна назва з 2025 року.

## Населення
За даними перепису 2001 року населення села становило 935 осіб, із них 38,5 % зазначили рідною мову українську, 60,64 %— російську, 0,53 %— німецьку та 0,53 %— білоруську мову.

## Економіка

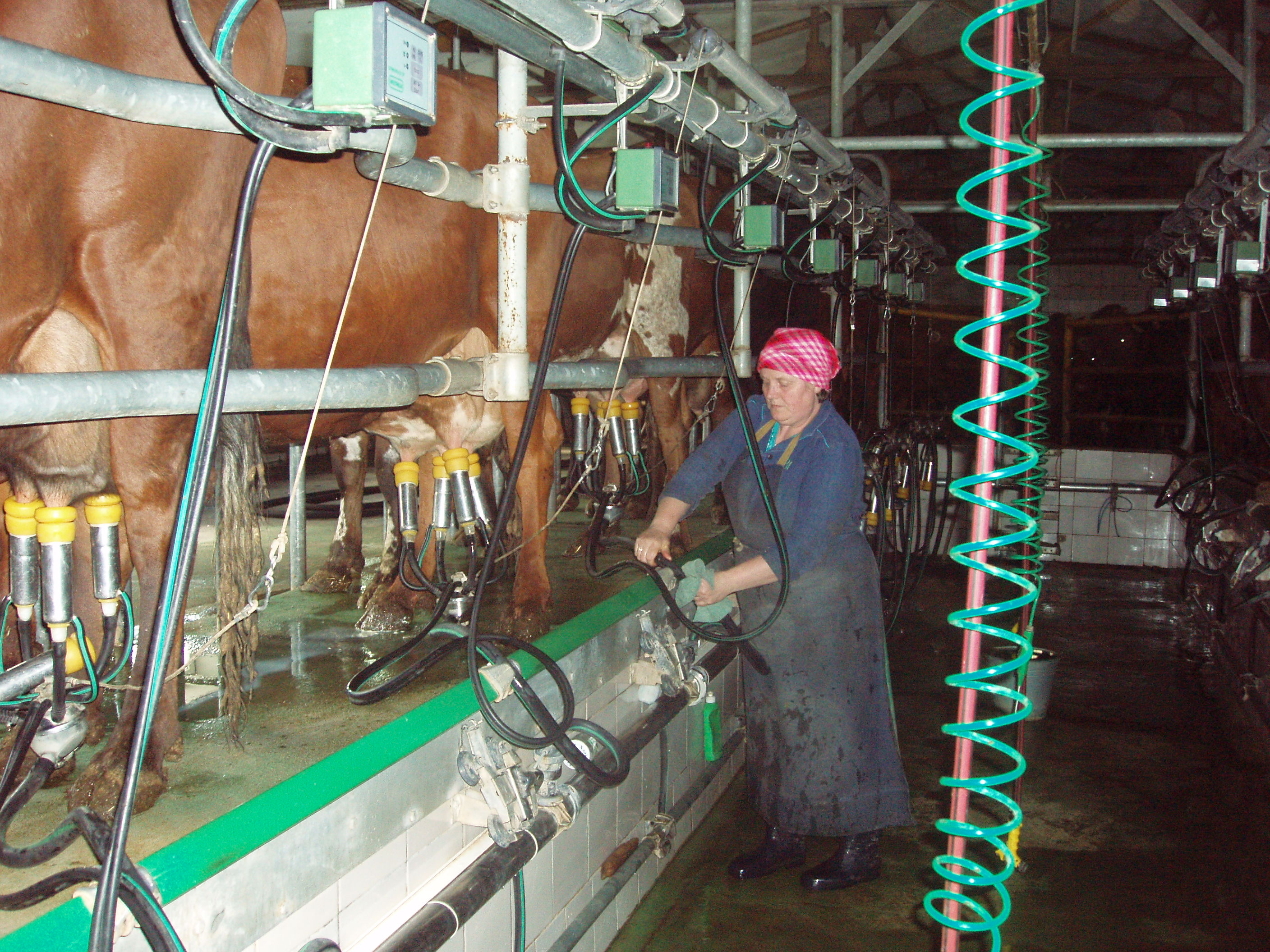
Молочно-товарна ферма

Основу економіки Новокраснівки становить сільськогосподарське ТОВ «Нова Нива» (до його складу входить молочно-товарна ферма фірми «Вестфалія»).

## Освіта

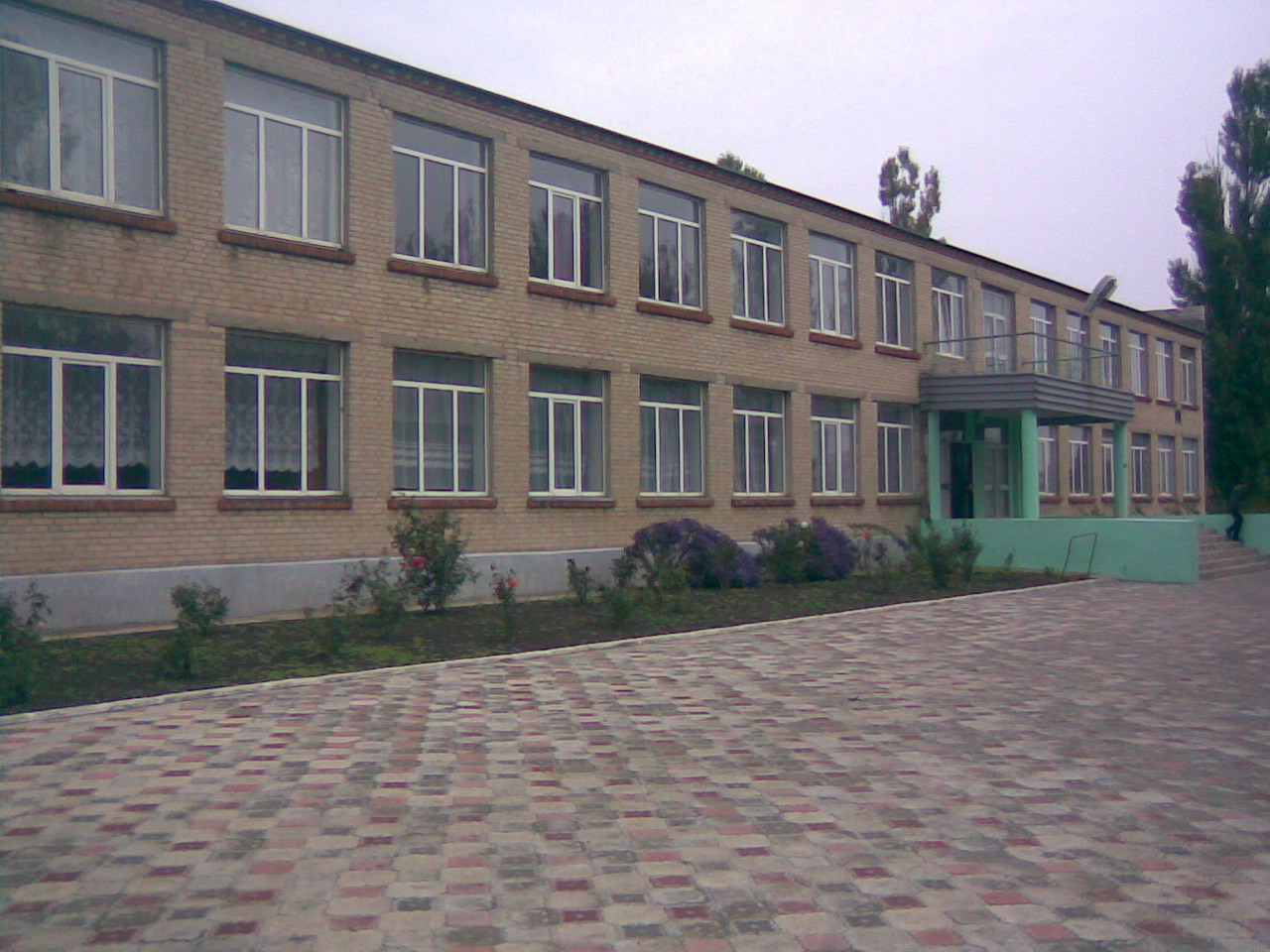
Новокраснівська школа. 2009 р.

У 1969 році за рішенням правління колгоспу ім. Дзержинського, яке на той час очолював Якименко Василь Іванович, було ухвалено збудувати на власні кошти колгоспу нову школу. Відкриття спорудженої школи відбулося у лютому місяці 1971 року.
За роки існування заклад дуже змінився зовнішньо: з'явилися металопластикові вікна, які зробили школу світлішою, шкільне подвір'я має сучасне покриття. На клумбах троянди — щорічний подарунок на згадку від випускників школи. Головні зміни відбулися в її внутрішньому освітянському середовищі. Педагогічний колектив, який складається з 20 вчителів (майже половина з них є випускниками цієї школи), зумів досягти високих показників у своїй діяльності.
Очолює колектив школи вже 29 років Журило Віктор Миколайович, відмінник народної освіти, депутат районної ради, майстер своєї справи, умілий організатор, досвідчений керівник, ініціатор багатьох творчих починань у школі.
На базі Новокраснівського СЦД реалізовано проєкт «Людьми нас робить культура і мистецтво», який переміг у конкурсі МФ «Відродження» «Трансформування закладів культури в осередки громадської активності та залучення творчих колективів до благодійництва у Донецькій області». Проведено заходи в межах проєкту на суму 50.0 тис.грн.

## Пам'ятки і культура

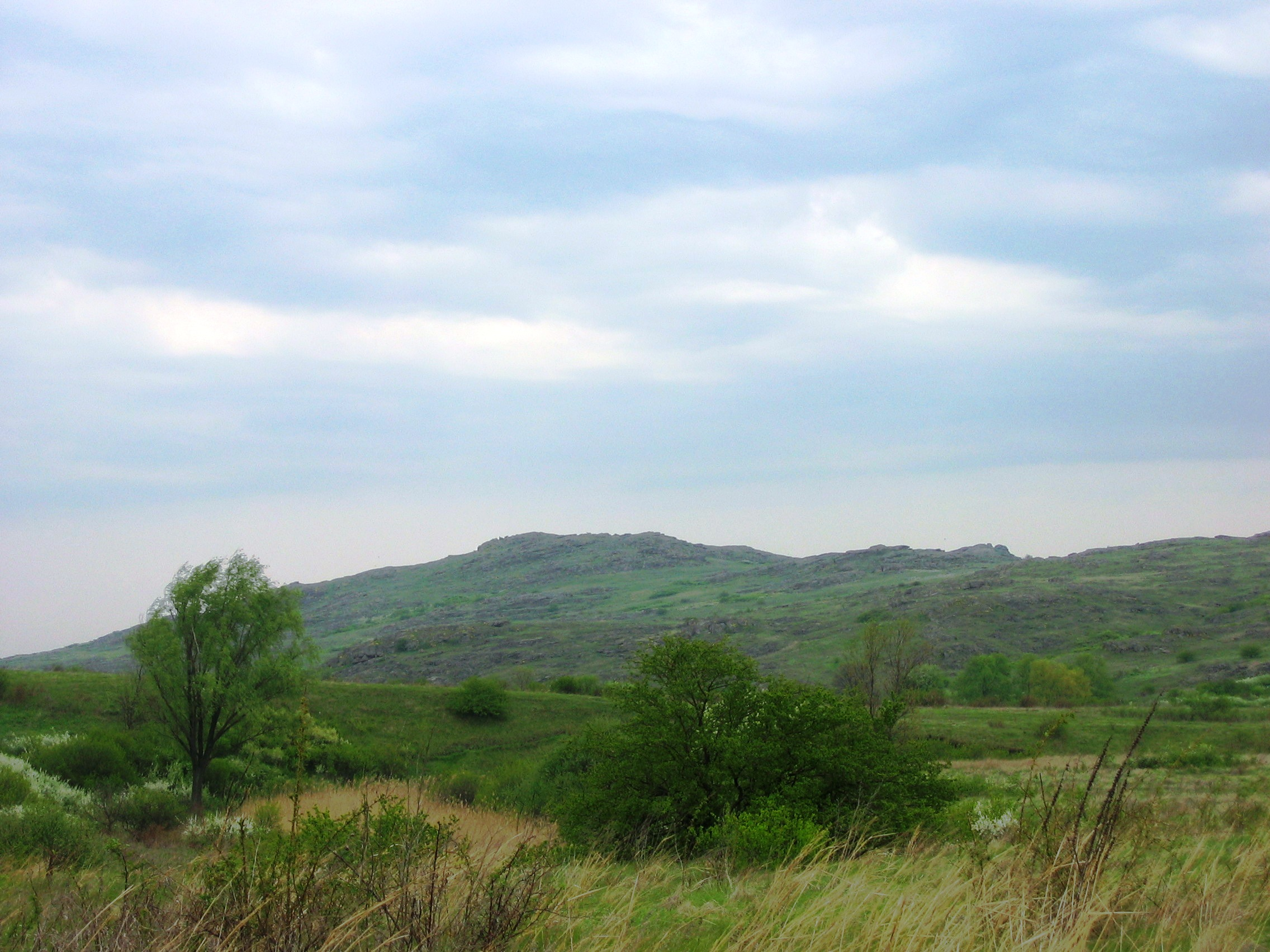
Вид на східну гряду Кам'яних могил із боку села Назарівка, перед дамбою на річці Каратиш

На території Новокраснівської сільської ради біля села Назарівка на межі Донецької та Запорізької областей розташований заповідник «Кам'яні могили» (площа 400 га), що є значним туристичним об'єктом Володарського району. Крім мальовничих краєвидів, він задовольняє ще і наукові, історичні та етнографічні інтереси відвідувачів.
Дивіться основну статтю: Кам'яні Могили.
Заповідник «Кам'яні могили» — це п'ять вулканічних вершин, що здіймаються над безкраїм сірим степом, вкритим ковилою. Навколо кам'яного масиву пролягли два кола курганів: внутрішній діаметр яких близько 9 км і зовнішній — 18 км. Ці місця, за версіями дослідників, можуть бути своєрідним некрополем давньої протодержави, адже в одному з поховань археологи знайшли людський кістяк зростом у 2,20 метра, а на вершині скелі, куди сьогодні веде один із двох туристичних маршрутів, наші предки влаштували два кола для жертвоприношень. Є на території заповідника і кам'яні баби. Про місцину існує чимало легенд і повір'їв. У національній історії ця земля відома як місце Битви на Калці русичів проти монгольських ханів (1223), а також пізнішою битвою між ханами Мамаєм і Тохтамишем.
Місця для огляду в заповіднику:
- Могила Гостра — найвища гора в заповіднику, на якій викарбувано стародавній тризубець і напис про те, що на цьому місці був вівтар бога Ареса;
- «Ворота сонця» — міжгір'я вершин Витязь і Панорама, звідти найкраще видно схід сонця.
- Уклінний хрест — пам'ятник воїнам, котрі загинули в бою з монголо-татарами на річці Калка у 1223 році.

У заповіднику на постійній щорічній основі вже понад 10 років відбувається міжрегіональний фестиваль «Легенди степу».

## Галерея

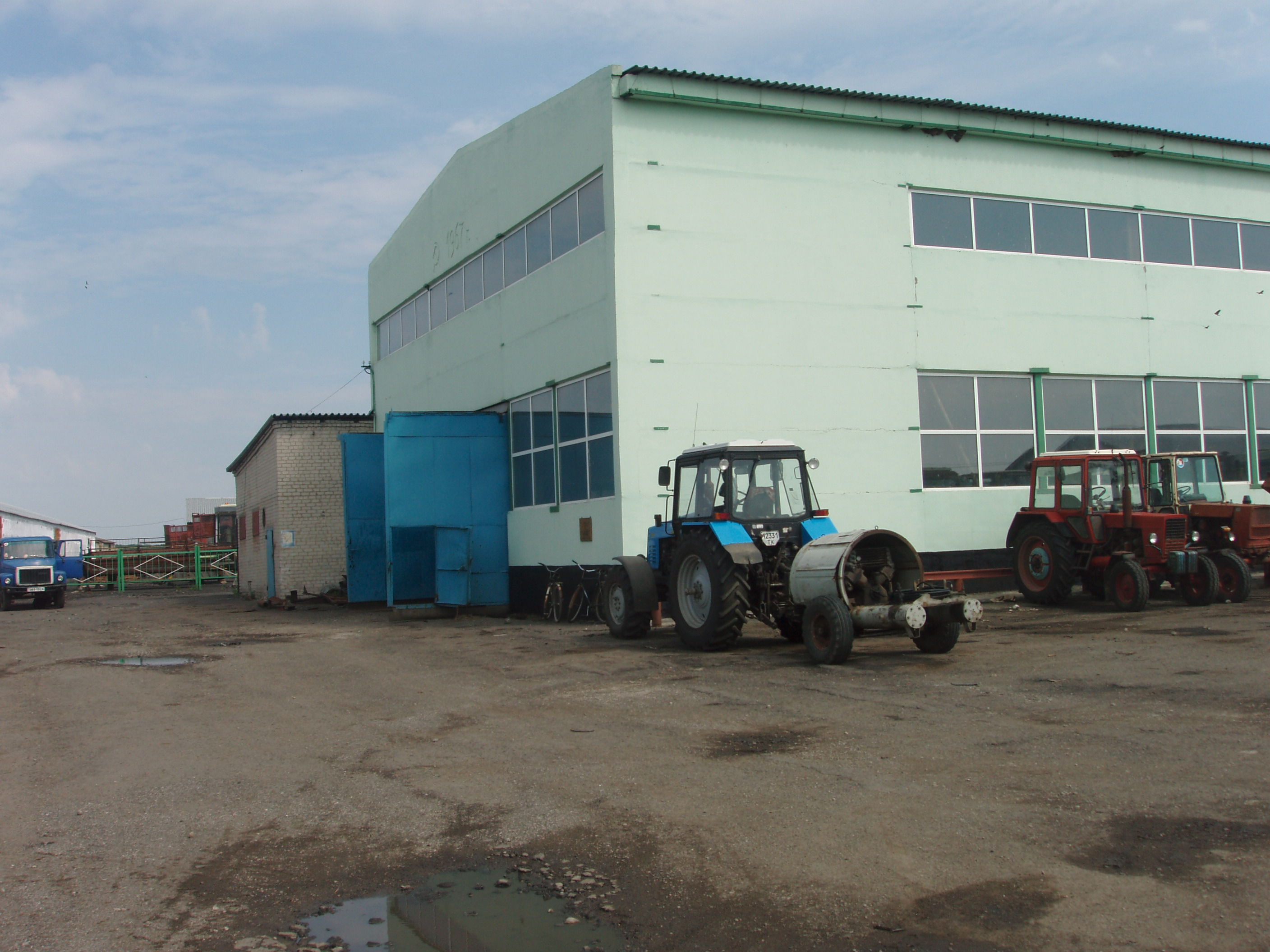
Інженерний комплекс села
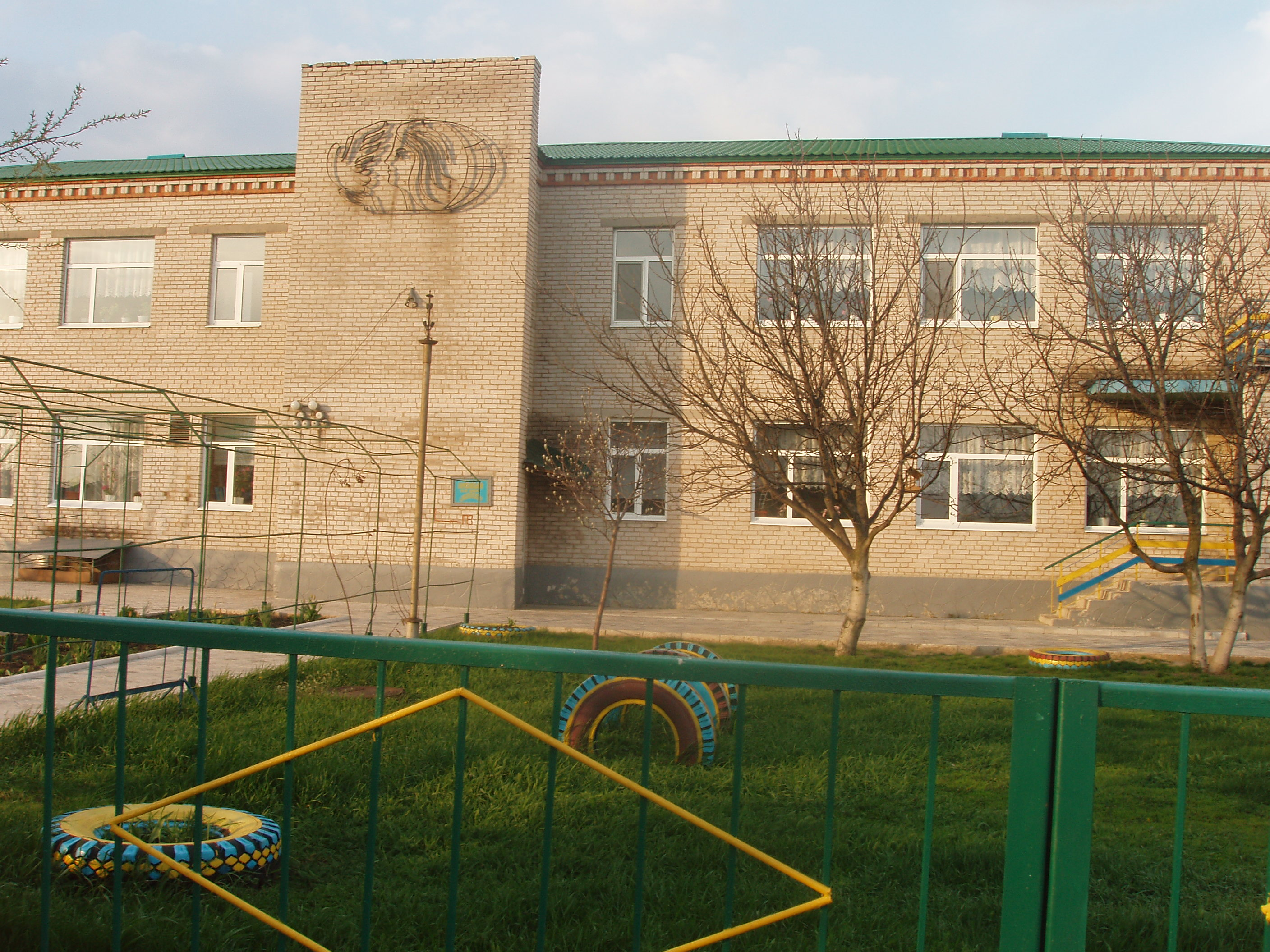
Новокраснівский дитячий садок
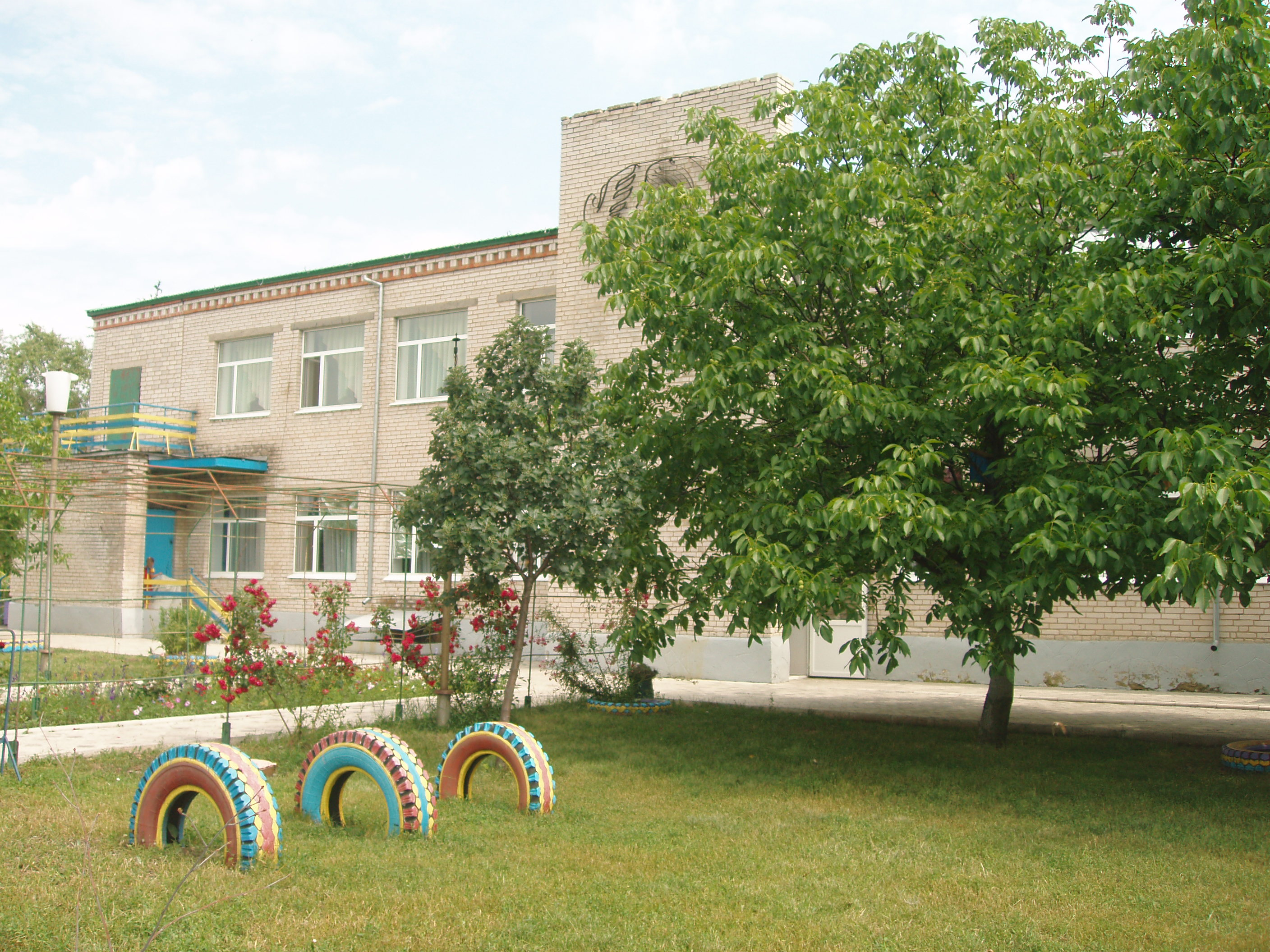
Новокраснівский дитячий садок (з іншого боку)
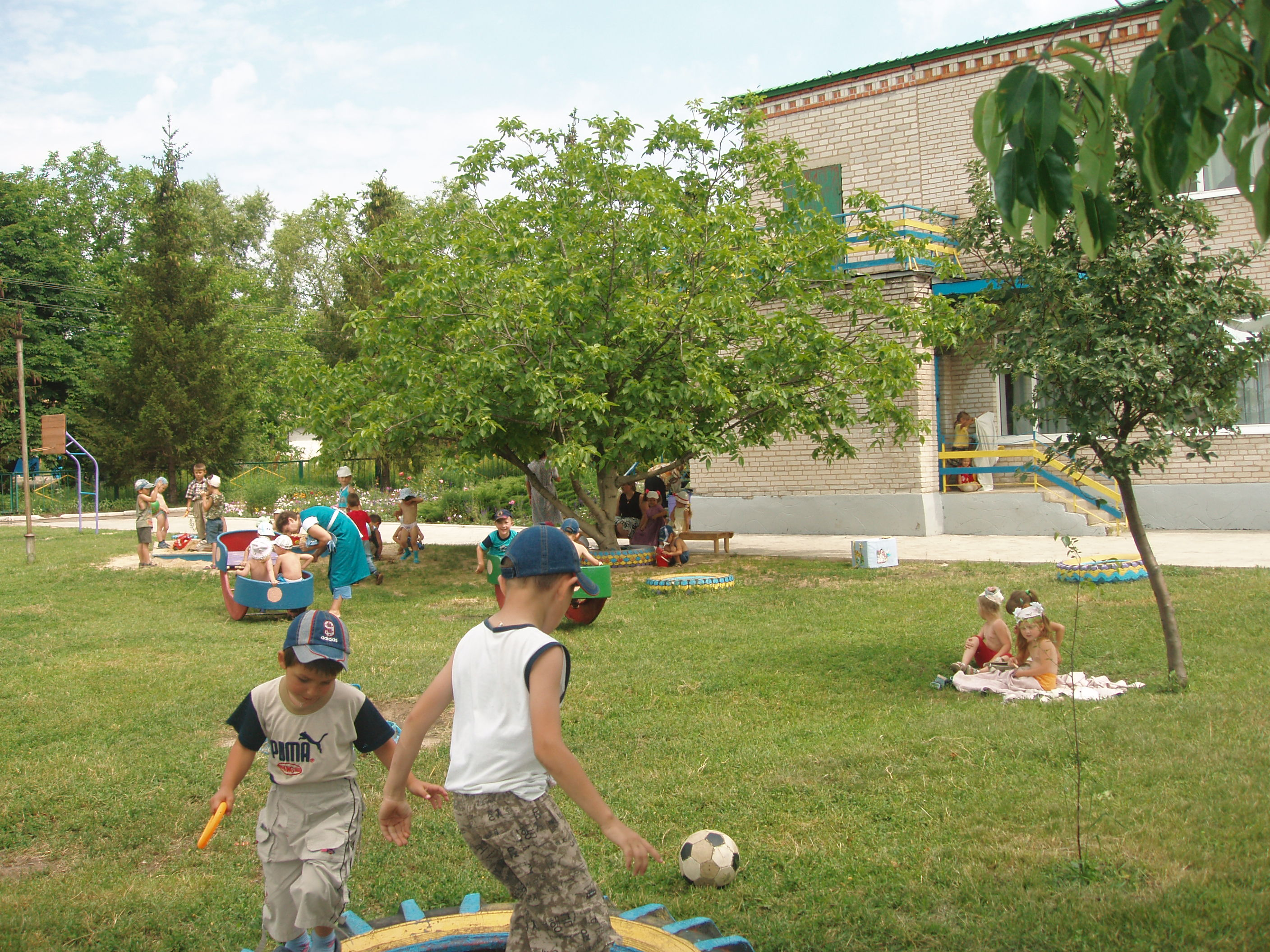
Новокраснівська малеча
Зміїна гора в заповіднику «Кам'яні могили»Зміїна гора в заповіднику «Кам'яні могили»
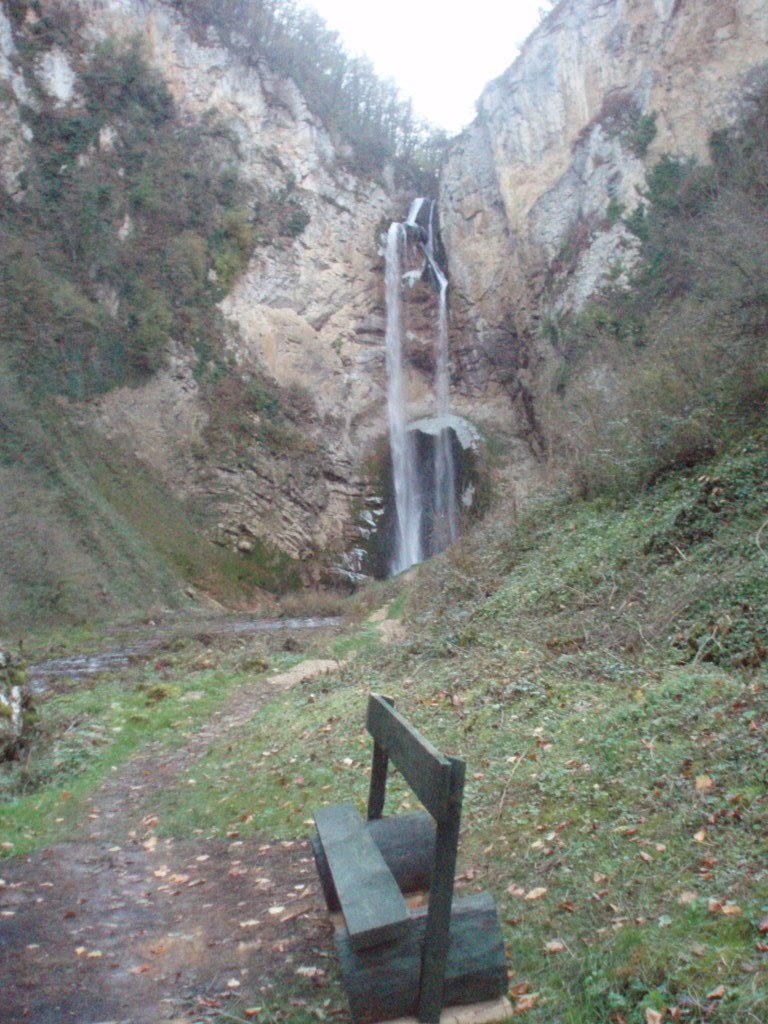
Водоспад у заповіднику «Кам'яні могили»

## Виноски
1. ↑  Постанова Верховної Ради України від 5 червня 2025 року № 4483-IX «Про перейменування окремих населених пунктів, назви яких містять символіку російської імперської політики або не відповідають стандартам державної мови»
2. ↑  Володарська РДА. Архів оригіналу за 29 березня 2016. Процитовано 19 березня 2016.
3. ↑  (IІІ) УНІВЕРСАЛ УКРАЇНСЬКОЇ ЦЕНТРАЛЬНОЇ РАДИ. static.rada.gov.ua. Процитовано 16 липня 2025.
4. ↑  Российские немцы. История и современность [Архівовано 12 березня 2017 у Wayback Machine.] (рос.)
5. ↑  Розподіл населення за рідною мовою, Донецька область. Архів оригіналу за 5 березня 2016. Процитовано 20 березня 2022.
6. ↑  Володарська райрада. Архів оригіналу за 16 березня 2016. Процитовано 19 березня 2016.
7. ↑  Нікольський район [Архівовано 28 липня 2013 у Wayback Machine.] на Інформаційний портал Донеччини [Архівовано 28 вересня 2018 у Wayback Machine.]
8. ↑  Марченко Тимур Шоу п'яти гір. Кам'яні могили — заповідне місце на Донбасі, де кургани практично не змінилися з часів битви на Калці [Архівовано 10 березня 2013 у Wayback Machine.] // «Український Тиждень» № 36 (97) за 4-10 вересня 2009 року
9. ↑  Вісті з районів: Володарська райдержадміністрація // інф. за 17 травня 2008 року на Офіційний сайт Донецької обласної державної адміністрації

## Додаткова інформація
Погода у Новокраснівці [Архівовано 24 травня 2012 у Wayback Machine.]